# Quintana (singolo)
Quintana è un singolo del rapper statunitense Travis Scott, pubblicato il 22 marzo 2013 come secondo estratto dal suo mixtape di debutto Owl Pharaoh.

## Descrizione
Il brano, che vede la collaborazione del rapper statunitense Wale, è stato prodotto da Scott insieme a Sak Pase e Anthony Kilhoffer.

## Video musicale
Il video musicale del brano è stato pubblicato in concomitanza con l'uscita del singolo sul canale YouTube di Travis Scott.

## Tracce
Testi di Jacques Webster II, Olubo Akintimehin, Anthony Kilhoffer e Shama Joseph, musiche di Travis Scott, Sak Pase e Anthony Kilhoffer.
1. Quintana – 5:07